# منطقة هانومانجرا
هانومانجرا رمزها «HA» (بالإنجليزية: Hanumangarh)‏ ، هو تقسيم إداري لدولة الهند تتبع ولاية راجاستان (بالإنجليزية: Rajasthan)‏ ، مركزها هو مدينة هانومانجرا (بالإنجليزية: Hanumangarh)‏ عدد سكانها حسب تعداد سنة 2001 هو 1,517,390 ، مساحتها 12,645 كم² وكثافة السكان 120 لكل كم² .